# Гордон Астолл
Гордон Астолл (англ. Gordon Astall, 22 вересня 1927, Горвіч — 21 жовтня 2020) — англійський футболіст, що грав на позиції нападника, зокрема за «Бірмінгем Сіті» та національну збірну Англії.

## Клубна кар'єра
У дорослому футболі дебютував 1947 року виступами за команду «Плімут». Відіграв сім сезонів за команду, яка у той період балансувала між другим і третім англійськими дивізіонами. Більшість часу, проведеного у складі «Плімута», був основним гравцем атакувальної ланки команди.
1954 року перейшов до «Бірмінгем Сіті», якому допоміг вже наступного року підвищитися в класі до найвищого дивізіону англійської першості. Загалом відіграв за команду з Бірмінгема сім сезонів своєї ігрової кар'єри, здебільшого як гравець основного складу команди.
Завершував ігрову кар'єру у нижчоліговому «Торкі Юнайтед», за який виступав протягом 1961—1963 років.

## Виступи за збірну
1956 року брав участь у двох офіційних матчах у складі національної збірної Англії, забивши 1 гол.
Помер 21 жовтня 2020 року на 94-му році життя.